# Lago Rudrasagar
El lago Rudrasagar, también conocido como Twijilikma, es un embalse de sedimentación de 240 ha, en el distrito de Sipahijala, al oeste de la localidad de Melaghar (21.000 hab.), en el estado de Tripura, al este de Bangladés, en la India. Se encuentra a 52 km al sur de Agartala, capital del estado, entre 23°29′N y 90°01′E.
El Ministerio de Medio Ambiente y Bosques del Gobierno de la India considera Rudrasagar un Humedal de gran importancia para la conservación y el uso sostenible, en función de su biodiversidad e importancia socioeconómica. El 29 de febrero de 2007, el lago Rudrasagar fue declarado sitio Ramsar (el número 1572) por ser un humedal de importancia internacional.

Palacio de Neermahal, construido en la década de 1930 al norte del lago, rodeado de agua cubierta de plantas acuáticas.

## Geografía
El lago Rudrasagar está ubicado en el bloque (una subdivisión de distrito creada para el desarrollo rural) de Melaghar, de la subdivisión de Sonamura del distrito de Sipahijala. Ocupa una extensión de 2,4 km2.
Hidromorfológicamente, es un depósito de sedimentación natural, que recibe el flujo de tres corrientes perennes, Noacherra, Durlavnaraya cherra y Kemtali cherra. Después de asentar el sedimento del flujo recibido, el agua clara se descarga en el río Gomti a través de un canal de conexión llamado Kachigang. El lecho del lago se ha formado por la deposición de sedimentos. Como tal, no se encuentra ninguna formación rocosa hasta 50 m, sino limo (arcilloso) y debajo, arena. Los montículos circundantes son de formación sedimentaria blanda. La precipitación anual es del orden de 2500 milímetros repartidos en los meses de junio a septiembre con cuatro o cinco picos de inundación. El flujo mínimo en los arroyos redondea el año. El suelo en torno al lago es franco arcilloso limoso a franco arcilloso. 
El agua del lago es dulce con una contaminación insignificante y una profundidad que varía de 2 a 9 metros, aunque la fluctuación en el nivel del agua varía de 9 a 16 metros. Aguas abajo del lago hay un área de humedal de 750 ha con una variación de temperatura de 37 °C a 50 °C y lluvias del 15 de mayo al 15 de octubre. 

## Fauna y Flora
Rudrasagar es una potencial Área de importancia para las aves y atrae a una gran cantidad de aves acuáticas en invierno. Entre las especies más raras registradas se encuentran el porrón de Baer, en peligro de extinción y el porrón pardo, casi amenazado.
El lago es una zona de pesca comercial importante para la región, con una producción anual de 26 toneladas de pescado. Se encuentran especies como Botia spp, pez cuchillo payaso, Mystus spp., Ompok pabda, Labeo bata, y cigalas de agua dulce. Las tierras adyacentes son propiedad del estado, con una concesión de las aguas permanente a las cooperativas de los alrededores, que cultivan las zonas que se inundan periódicamente con arrozales.

## Contaminación
El lago ha afrontado el problema de contaminación debido a las razones siguientes.
- Las fuentes no puntuales de contaminantes, como la escorrentía agrícola, los contaminantes sólidos y semisólidos introducidos antropogénicamente.
- Malas prácticas, tales como basura vertida antropogénicamente, depósito de desechos sólidos y materiales de construcción a lo largo de la costa, etc.
- Eutrofización, un crecimiento descontrolado de especies exóticas invasoras como el jacinto de agua. Se observó un exceso de algas en el lago que provocó la pérdida de la biodiversidad acuática.[6]
- Actividad agrícola (uso de pesticidas y fertilizantes ) en el área adyacente al lago.
- Deforestación, relleno, drenaje y degradación de áreas de humedales: Limpieza y remoción de vegetación nativa debido a la rápida urbanización no planificada, desarrollo rural o industrial.
- Falta de conciencia, conocimiento científico y negligencia en la protección de la ley.
- Competencia por el uso del agua del lago para beber, regar, pescar, etc.
- Efluentes domésticos e industriales no tratados o inadecuadamente tratados de fuentes puntuales ubicadas en toda la cuenca.
- La sedimentación cultural en forma de inmersión de ídolos durante festivales específicos, una característica anual en la India, ha sido una fuente de grave contaminación metálica de los lagos.
- Al no tener una Autoridad de Humedales definida, no se han establecido Vehículos de Propósito Especial (SPV) para la Gestión y conservación de Lagos con un mandato unificado.
- Falta de instalaciones sanitarias comunitarias en la periferia del lago.
- La propiedad y el estatus legal del lago y los habitantes alrededor del lago no están claramente definidos.

La gran erosión del suelo en el área de captación del lago es uno de los principales problemas para disminuir el área del lago y también para disminuir la profundidad del lago. Tal degradación en el área de captación y sedimentación en el lago tiene el efecto desde hace mucho tiempo en el lago. Por tal motivo y otros, el área del lago Rudrasagar se ha reducido drásticamente de 1000 decir ah. Antes de 1950 a más o menos 100 decir ah. Actualmente. La sedimentación de los lagos debido al aumento de la erosión como resultado de la expansión de las áreas urbanas y agrícolas, la deforestación, las inundaciones, la inmersión de los ídolos por la actividad religiosa y otras perturbaciones de la tierra que tienen lugar en la cuenca de drenaje del lago.
En ocasiones, se celebra en la zona el festival de Vijaya Dashami, uno de los festivales hindúes más importantes, que atrae hasta 50.000 turistas.

## Neermahal
Un palacio conocido como Neermahal (Palacio del Agua) está situado cerca de la orilla noreste del lago. Fue construido por el entonces rey Tripura Maharaja Bir Bikram Kishore Manikya Bahadur entre 1935 y 1938 como lugar de veraneo.